# Le Jardin du diable
Ne doit pas être confondu avec Jardin du diable ou Les Jardins du diable.
Pour plus de détails, voir Fiche technique et Distribution.
Le Jardin du diable (titre original : Garden of Evil) est un film américain réalisé par Henry Hathaway, sorti en 1954.

## Synopsis
Trois passagers d'un bateau à vapeur se retrouvent coincés dans une petite bourgade du Mexique, appelée Porto Miguel, après une avarie de machines. Alors qu'ils prennent un verre, une femme surgit et les supplie contre récompense de secourir son mari bloqué au fond d'une mine par un éboulement. Les trois hommes ainsi qu'un client du bar acceptent (après une longue réticence). Ils l'accompagnent dans une région isolée aux mains des Apaches.
Au cours de ce pénible voyage, Daly tente de s’imposer à Leah tard dans la nuit, obligeant Hooker à intervenir. Leah dit à Hooker que, là où son mari est pris au piège, était autrefois une ville prospère, mais une éruption volcanique l’a balayée, ne laissant qu’un clocher d’église et la mine découverte par de la lave. Le prêtre résident l'appelait le « jardin du mal ». Les Indiens considèrent maintenant le volcan comme sacré. Le groupe arrive ensuite à la mine. Trouvant John inconscient, ils le libèrent.
Avant que John ne se réveille, Hooker panse la jambe cassée de l'homme. Lorsque John reprend conscience, il accuse Leah de l’avoir utilisé pour obtenir de l’or. Hooker parle à Leah plus tard, de ce que son mari a dit ; après lui avoir avoué qu'il avait repéré des traces des Apaches à proximité, elle lui a offert, à lui et aux autres, tout l'or qu'ils ont déterré pour emmener son mari cette nuit-là, alors qu'elle reste sur place pour faire croire qu'ils sont tous encore là. Fiske, le cynique, lui propose inopinément de rester avec elle, mais quand il lui demande ce qu'il est pour elle, elle lui dit : « Tu n'es rien du tout, mais rien du tout. »
Lorsqu'ils sont prêts à partir, Leah respecte sa parole, mais Hooker l'assomme et l'emmène. Quand ils s'arrêtent pour se reposer, réalisant qu'il les ralentit fatalement, John demande à Luke de l'aider à monter à cheval ; il s'en va ensuite. Lorsque Hooker se présente, Daly dégaine son pistolet, mais est tué par une flèche dans le dos. Lors d'une étape de leur voyage retour, ils retrouvent John mort et son cadavre suspendu à l'envers sur une croix. Vicente est le suivant à être tué, transpercé de plusieurs flèches. À un point d'étranglement sur le sentier collant aux falaises, qui est le seul moyen de sortir, les deux hommes restants piochent des cartes pour voir qui restera derrière pour tenir les Indiens à distance, tandis que l'autre part en sécurité avec Leah. Fiske « gagne » et réussit à tuer ou à chasser la plupart de leurs poursuivants. Après avoir constaté que Leah est en sécurité, Hooker tire sur quelques autres Apaches et revient parler à un Fiske mourant, qui admet avoir triché sur le tirage au sort pour s'assurer qu'il resterait derrière. Fiske exhorte Hooker à partir avec Leah. Hooker rattrape Leah et ils repartent ensemble au coucher du soleil.

## Fiche technique
- Titre : Le Jardin du diable
- Titre original : Garden of Evil
- Réalisation : Henry Hathaway
- Scénario : Frank Fenton d'après une histoire de Fred Freiberger et William Tunberg
- Photographie : Milton R. Krasner et Jorge Stahl Jr.
- Montage : James B. Clark
- Musique : Bernard Herrmann
- Direction artistique : Edward Fitzgerald et Lyle R. Wheeler
- Décors : Pablo Galván
- Costumes : Travilla (création) et Charles Le Maire
- Effets visuels : Ray Kellogg
- Producteurs : Charles Brackett et Saul Wurtzel
- Société de production et de distribution : Twentieth Century Fox
- Pays d'origine : États-Unis
- Langues : anglais, espagnol
- Format : Couleur (Technicolor) - CinémaScope - 35 mm - 2.55:1 - stéréo en vo et mono en vf
- Genre : Western
- Durée : 100 minutes
- Dates de sortie : 
  - États-Unis : 30 juin 1954 (Los Angeles)
  - États-Unis : 9 juillet 1954 (sortie nationale)
  - Canada : 23 juillet 1954
  - France : 5 novembre 1954 (Paris)
  - Belgique : 23 décembre 1954
- Affiches : Constantin Belinsky, Boris Grinsson (France)

## Distribution
- Gary Cooper (VF : Jean Martinelli) : Hooker
- Susan Hayward (VF : Claire Guibert) : Leah Fuller
- Richard Widmark (VF : Jean Daurand) : Fiske
- Hugh Marlowe (VF : Roger Tréville) : John Fuller
- Cameron Mitchell (VF : Yvon Cazeneuve) : Luke Daly
- Víctor Manuel Mendoza : Vicente Madariaga
- Rita Moreno : la chanteuse du bar
- Arturo Soto Rangel : un prêtre (non crédité)

## À noter
- Une partie des extérieurs du film ont été tournés sous le volcan Paricutín.